# بیت‌کیپر
بیت‌کیپر (انگلیسی: BitKeeper) ابزاری برای بازبینی نسخه توزیع‌شده نرم‌افزار منبع است. در ابتدا به صورت نرم‌افزار مالکیتی ارائه شد و سپس به صورت نرم‌افزار متن باز تحت مجوز  Apache ۲٫۰ منتشر شد. بیت‌کیپر توسط شرکت خصوصی بیت‌موور (به انگلیسی: BitMover) در لوس گاتوس، کالیفرنیا به مدیریت لری مک‌وی تولید شد.
در اوایل شکل‌گیری پروژهٔ لینوکس، مدیریت توسعه هستهٔ لینوکس توسط بیت‌کیپر انجام می‌شد. پس از مدتی بسیاری از توسعه‌دهندگان لینوکس، در استفاده از بیت‌کیپر امتناع ورزیدند. نگهدارندهٔ کپی رایت، لری مک‌وی، حق استفادهٔ رایگان از این نرم‌افزار را پس از آن که اندرو تریدگل به روش مهندسی معکوس می‌خواست که پروتکل‌های بیت کیپر را پیاده کند، برداشت. توروالدز نیاز به سیستم توزیع شده‌ای داشت که بتواند از آن همانند بیت‌کیپر استفاده کند، ولی هیچ‌کدام از نرم‌افزارهای آزاد را مبتنی بر نیازهای خود ندید در نتیجهٔ نرم‌افزار GIT را تولید کرد.